# Пактика
Пактика (пушту: پکتیکا) — одна з тридцяти чотирьох провінцій Афганістану. Знаходиться на південному сході країни. Адміністративний центр — Шаран. Територія 19 482 км² з населенням 393 800 жителів (2009).

## Адміністративно-територіальний устрій

Райони вілаяту Пактіка

До її складу входять 15 районів:
- Барман
- Діла
- Гаян
- Гомал
- Матахан
- Ніка
- Омна
- Сар-Ганза
- Саробі
- Шаран
- Ургун
- Вазахва
- Вормамай
- Заргун-Шар
- Зірук